# État Wa
Ne doit pas être confondu avec Zones auto-administrées (Birmanie)#Zone auto-administrée des Wa.
L'État Wa est un État indépendant de facto et une région autonome du Myanmar qui possède son propre système politique, ses propres divisions administratives et sa propre armée. Si le gouvernement de l'État Wa reconnaît la souveraineté du Myanmar sur l'ensemble de son territoire, cela n'inclut pas l'allégeance au gouvernement central. La Constitution du Myanmar de 2008 reconnaît officiellement la partie septentrionale de l'État Wa comme la Division autonome Wa de l'État Shan, un État socialiste de facto à parti unique dirigé par le Parti uni de l'État Wa (UWSP), qui est une scission du Parti communiste de Birmanie (PCB) en 1989. L'État de Wa est divisé en trois comtés, deux districts spéciaux et une zone de développement économique. La capitale administrative est Pangkham, anciennement connue sous le nom de Pangsang. Le nom Wa est dérivé du groupe ethnique Wa, qui parle une langue austroasiatique.
Bien que l'Etat Wa soit en guerre avec la junte Birmane, laquelle est soutenue par la République Populaire de Chine, l'Etat Wa bénéficie également d'un important soutien économique et militaire de Pékin.

## Histoire
Pendant longtemps, les tribus de chefs ont été dispersées dans la région montagneuse de Wa, sans gouvernance unifiée. Sous la dynastie Qing, la région a été séparée du contrôle militaire tribal du peuple Dai. La domination britannique en Birmanie n'a pas administré les États Wa et la frontière avec la Chine n'a pas été définie clairement, laissant une forte autonomie à la région.
À partir de la fin des années 1940, pendant la guerre civile chinoise, les restes de l'armée nationale révolutionnaire chinoise se sont repliés sur le territoire birman lorsque les communistes ont pris le contrôle de la Chine continentale. Dans la région montagneuse, les forces du Kuomintang de la 8e armée (237 divisions) et de la 26e armée (93 divisions) ont maintenu leur position pendant deux décennies en vue d'une contre-attaque vers la Chine continentale. Sous la pression des Nations unies, la contre-attaque a été annulée et l'armée a été rappelée dans le nord de la Thaïlande, puis à Taïwan ; cependant, certaines troupes ont décidé de rester en Birmanie. À l'est de la rivière Salween, des groupes de guérilla tribale indigènes exercent leur contrôle avec le soutien du parti communiste birman.
Au cours des années 1960, le parti communiste birman a perdu sa base d'opérations dans le centre de la Birmanie et, avec l'aide des communistes chinois, s'est développé dans les régions frontalières du nord-est. De nombreux jeunes intellectuels chinois rejoignent le parti communiste birman, qui absorbe également de nombreuses guérillas locales. Les communistes birmans prennent le contrôle de Pangkham, qui devient leur base d'opérations.
À la fin des années 1980, les minorités ethniques du nord-est de la Birmanie se sont séparées politiquement du Parti communiste birman. Le 17 avril 1989, les forces armées de Bao Youxiang ont annoncé leur séparation du Parti communiste birman et ont formé le Parti uni des ethnies du Myanmar, qui est devenu par la suite le Parti uni de l'État Wa. Le 18 mai, l'Armée unie de l'État wa signe un accord de cessez-le-feu avec le Conseil de restauration de la loi et de l'ordre de l'État, qui a remplacé le régime militaire de Ne Win à la suite du soulèvement de 1988. Après le cessez-le-feu, le gouvernement du Myanmar commence à appeler la région « Région spéciale de l'État shan n° 2 (région wa).
Dans les années 1990, l'État de Wa a obtenu la région du Sud par la force. De 1999 à 2002, 80 000 anciens cultivateurs d'opium du nord de l'État de Wa ont été réinstallés de force dans le sud plus fertile pour la production alimentaire, améliorant ainsi la sécurité alimentaire et jetant les bases d'une interdiction de la production de drogue dans l'État de Wa. Certains groupes rapportent que des milliers de personnes sont mortes à la suite de cette réinstallation.
Les tensions entre le gouvernement central et l'État Wa se sont aggravées en 2009. Pendant cette période, les propositions d'initiative de paix de l'État Wa ont été rejetées par le gouvernement du Myanmar. En 2012, l'État Wa a lancé un important programme de construction de routes pour relier toutes les communes à des routes asphaltées. En 2014, des routes asphaltées traversaient les communes du nord de l'État Wa et reliaient les communes Wa de Kunma, Nam Tit et Mengmao aux villes chinoises de Cangyuan et Ximeng.
Après le coup d'État de 2021, les Wa ont commencé à s'opposer plus directement au gouvernement du Myanmar, abandonnant leur stratégie de « défense avancée » consistant à soutenir militairement les petites forces antigouvernementales, censée empêcher la Tatmadaw de violer les cessez-le-feu. Lorsque les combats dans le nord de l'État Shan se sont intensifiés fin octobre et début novembre 2023, l'État Wa a adopté une position neutre en demandant instamment un cessez-le-feu le 1er novembre. L'United Wa State Army a de nouveau déclaré qu'il riposterait à toute action militaire contre les Wa,.

## Géographie

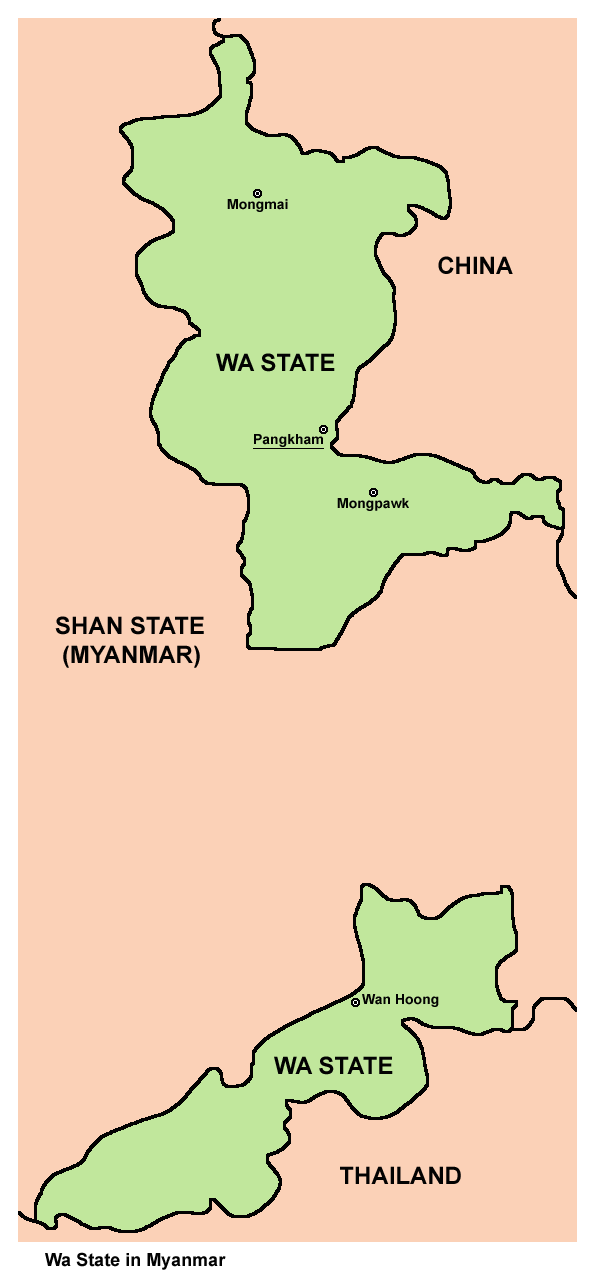
Carte de l’État Wa.

La région est généralement montagneuse, avec des vallées profondes. Les altitudes les plus basses se situent à environ 600 mètres et les plus hautes montagnes atteignent 3 000 mètres. L'économie de la région de l'État Wa est historiquement basée sur la production d'opium. Son économie repose désormais sur la production d'héroïne et de méthamphétamine. La culture du thé et du riz ainsi que la production du caoutchouc sont également pratiqués. L'État partage avec la Chine une frontière de 133 kilomètres et est politiquement très près du gouvernement chinois.
L'État Wa est divisé en comtés (wa: gaeng; mandarin: 县) et en districts spéciaux (wa: lūm; mandarin: 特区), auxquels s'ajoutent une zone de développement économique et un comité des affaires administratives. Chaque comté est divisé en districts (wa: vēing; mandarin: 区).
La zone sud de l'État Wa ne constitue pas l'un de ses territoires traditionnels, elle a en fait été accordée en 1989 par la junte militaire birmane au United Wa State Party pour la coopération et les efforts de sa branche militaire contre le chef de guerre de la drogue Khun Sa. L'UWSA a également déplacé des dizaines de milliers de Wa sur ce territoire au cours des années 1990, ce qui a provoqué le départ de plusieurs peuples austroasiatiques, notamment les Shan, qui s'y trouvaient vers la Thaïlande. Malgré cela, d'importantes communautés Lahu et Shan habitent toujours la région. La région est administrée par le Comité des affaires administratives du Sud.

## Politique
L'État Wa est divisé en deux régions, l'une au nord et l'autre au sud, qui sont séparées l'une de l'autre, la région du sud, d'une superficie de 13 000 km2, bordant la Thaïlande et comptant 200 000 habitants. La superficie totale de la région contrôlée par l'État Wa est d'environ 27 000 kilomètres. Les dirigeants politiques de l'État de Wa sont pour la plupart des membres de l'ethnie Wa.
La langue de travail du gouvernement de l'État de Wa est le chinois mandarin. Le mandarin du sud-ouest et le wa sont largement parlés par la population, la langue d'enseignement étant le chinois standard. Les émissions de télévision dans l'État de Wa sont diffusées à la fois en mandarin et en wa. Les produits de base de l'État de Wa sont importés de Chine et le renminbi est couramment utilisé pour les échanges. China Mobile offre une couverture cellulaire dans certaines parties de l'État de Wa.

### Gouvernement
Le gouvernement de l'État de Wa reprend de nombreuses caractéristiques politiques du gouvernement de la République populaire de Chine, avec un parti central connu sous le nom de Parti uni de l'État de Wa, qui dispose également d'un Comité central et d'un Politburo. L'État Wa dispose également d'un Congrès du peuple Wa et d'une Conférence consultative politique du peuple Wa, qui imitent respectivement l'Assemblée nationale populaire et la Conférence consultative politique du peuple chinois. Avant le coup d'État de 2021 au Myanmar, l'État wa était très autonome par rapport au gouvernement central de Naypyidaw, mais leurs relations étaient fondées sur une coexistence pacifique et l'État wa reconnaissait la souveraineté du gouvernement central sur l'ensemble du Myanmar.
Pour se défendre, l'Etat Wa compte sur l'United Wa State Army.

### Système juridique
Le système juridique de l'État de Wa est basé sur le système de droit civil, avec une référence aux lois de la Chine. Depuis au moins 2015, l'État de Wa impose la peine de mort (qui est abolie au niveau national au Myanmar) pour l'agression armée, le viol, le meurtre et la maltraitance des enfants. Après avoir été condamnés à mort, les prisonniers sont envoyés directement sur le lieu d'exécution.
Des camps de travail existent dans l'État Wa et les parents des personnes emprisonnées ou enrôlées sont souvent pris en otage par l'État. L'État est gouverné par un réseau d'insurgés maoïstes, de chefs traditionnels, d'hommes d'affaires et de commerçants, sans élections démocratiques ni État de droit.
La plupart des gens n'ont pas de carte d'identité chinoise ou birmane, mais les cartes d'identité de l'État Wa sont souvent reconnues dans ces pays. Il est facile pour les citoyens d'entrer dans ces pays s'ils évitent les postes-frontières officiels.

### Démographie
La religion la plus pratiquée, en plus de l'islam, du bouddhisme et des religions populaires, est le christianisme, et cela même si le gouvernement laïque mène fréquemment des actions répressives à son encontre. Une campagne contre les églises construites après 1992 en septembre 2018 en est un exemple.
Il y avait auparavant jusqu'à 100 000 ressortissants chinois résidant dans l'État de Wa, dont beaucoup exerçaient une activité commerciale. En 2021, le gouvernement chinois leur a ordonné de retourner dans leur pays d'origine afin de lutter contre la fraude en ligne qui aurait été commise par nombre d'entre eux. L'exode chinois a eu un impact négatif sur l'économie de l'État de Wa.

### Trafic de drogue
L'United Wa State Army (UWSA) est l'une des plus grandes organisations de narcotrafic au monde.
L'UWSA cultivait de vastes étendues de terre pour le pavot à opium, qui était ensuite transformé en héroïne. Le trafic de méthamphétamines est très important, l'argent de l'opium étant principalement utilisé pour l'achat d'armes. Dans le même temps, alors que la culture du pavot à opium au Myanmar a diminué d'année en année depuis 2015, la superficie cultivée a augmenté de 33 %, totalisant 40 100 hectares, et le potentiel de rendement a augmenté de 88 % pour atteindre 790 tonnes métriques en 2022, selon les dernières données de l'Office des Nations Unies contre la drogue et le crime (ONUDC). L'office des Nations Unies contre la drogue et le crime (ONUDC) a également averti que la production d'opium au Myanmar pourrait augmenter à nouveau si la crise économique provoquée par le COVID-19 et le coup d'État militaire. Cette augmentation à eu d'importantes conséquences en matière de santé publique et de sécurité pour une grande partie de l'Asie.
En août 1990, les autorités gouvernementales ont commencé à élaborer un plan visant à mettre fin à la production et au trafic de drogue dans l'État de Wa. Selon un entretien avec des autorités de Wa en 1994, Bao Youyi (également connu sous le nom de Bao Youyu) était recherché par la police chinoise pour son implication dans le trafic de drogue. En conséquence, Bao Youxiang et Zhao Nyi-Lai se sont rendus dans le comté autonome de Cangyuan Va en Chine et ont signé l'accord de Cangyuan avec les responsables locaux, qui stipule qu'« aucune drogue n'entrera dans la société internationale ; aucune drogue n'entrera en Chine (à partir de l'État wa) ; aucune drogue n'entrera dans les zones contrôlées par le gouvernement birman (à partir de l'État wa) ».
En 1997, le Parti uni de l'État de Wa a officiellement proclamé que l'État de Wa serait exempt de drogues à la fin de 2005. En 2005, les autorités de l'État de Wa ont interdit l'opium et ont ensuite lancé des campagnes annuelles de répression de la drogue. Avec l'aide des Nations unies (qui ont lancé des programmes de substitution de l'opium en 1998) et du gouvernement chinois, de nombreux cultivateurs d'opium de l'État de Wa se sont reconvertis dans la production de caoutchouc et de thé. Cependant, certains cultivateurs de pavot ont continué à cultiver la fleur en dehors de l'État. Les stratégies de lutte contre la drogue comprenaient des programmes de substitution de l'opium pour les agriculteurs, la recherche d'autres sources de revenus dans la région, la construction de routes pour améliorer l'accès aux collines, une application stricte de la loi et un programme de réinstallation de la population. Entre 1999 et 2006, l'armée unie de l'État wa a entrepris la réinstallation volontaire et la réinstallation forcée de 50 000 à 100 000 villageois du territoire nord de l'État wa vers le territoire non contigu du sud de l'État. L'objectif était de déplacer les producteurs de drogue pour mettre un terme à la production. Le paludisme et les décès liés aux voyages ont été importants parmi la population réinstallée.
Bien que la culture de l'opium au Myanmar ait globalement diminué entre 1997 et 2006, l'interdiction de l'opium dans l'État Wa a finalement entraîné une augmentation de la production ailleurs au Myanmar, les producteurs d'opium cherchant à profiter de la hausse des prix de l'opium à la suite de l'interdiction. De 2006 à 2012, la culture globale d'opium au Myanmar a doublé, la production s'étant déplacée vers des régions autres que l'État Wa.
Cette stratégie de réinstallation des populations a permis d'alléger les pressions démographiques dans les collines du nord de l'État Wa et d'accroître les possibilités de culture du caoutchouc comme culture de rapport alternative à l'opium. Cependant, les prix internationaux du caoutchouc ont radicalement diminué en décembre 2012, ont atteint leur niveau le plus bas en novembre 2015 et sont restés bas de 2015 à 2018. La faiblesse des prix du caoutchouc a gravement entravé les recettes légitimes de l'État de Wa et les revenus des populations rurales, relançant alors la production d'opium.
Une présentation de la BBC diffusée le 19 novembre 2016 a montré la combustion de méthamphétamine, ainsi qu'un commerce florissant d'animaux.
La production de cristaux de méthamphétamine de haute qualité et d'héroïne est toujours florissante et représente des milliards de dollars en 2021. Des comprimés de ya ba moins chers sont fabriqués par des groupes rebelles voisins qui dépendent des Wa pour les matières premières, à savoir des précurseurs chimiques provenant de l'industrie chimique chinoise et indienne, qui entrent au Myanmar directement ou en transitant par le Triangle d'or (Asie du Sud-Est) et plus particulièrement par le Laos via le Viêt Nam et la Thaïlande. L'industrie régionale de production et de trafic de drogues synthétiques, dans laquelle l'État Wa joue un rôle important, est devenue une source majeure de drogues illégales exportées dans toute la région et au-delà,,,.